# Десета египатска династија
Десета египатска династија заједно са Седмом Осмом, Деветом и Једанаестом (само у Теби) често се сврстава под назив Први прелазни период Египта.
Десета и Јеанаеста династија датују се у период између 2160. и 2025. године п. н. е..

## Фарани Десете династије
Фараони Десете династије били су:
- Неферкаре
- Вахкаре (Wahkare)
- Небкауре
- Мерикаре[4]